# Dombeyoideae
A Dombeyoideae a kétszikűek (Magnoliopsida) közé tartozó  mályvafélék (Malvaceae) egyik alcsaládja huszonegy nemzetséggel. Az alcsalád a sokáig önálló családnak tekintett Sterculiaceae család felosztásával és a mályvafélék (Malvaceae) családba sorolásával jött létre.

## Elterjedésük, élőhelyük
Az alcsalád legtöbb faja a trópusokon él.